# Probe (cònsol 513)
Flavi Probe (floruit 510 – 513) va ser un polític romà i cònsol el 513 juntament amb Flavi Taure Clement. Provenia d'una família reconeguda pel seu saber, i ell mateix és elogiat per la seva cultura per Ennodi (Cartes, VIII.21, tardor 510). El 512 va ser anomenat vir illustris i l'any següent va ocupar el consolat (CIL V, 6266).